# Mellisuga
Mellisuga är ett släkte med fåglar i familjen kolibrier. Släktet omfattar endast två arter som förekommer i Västindien, varav en är världens minsta fågelart:
- Fekolibri (M. minima)
- Bikolibri (M. helenae)